# Guillermo Wagner (football)
Guillermo Wagner, né le 9 janvier 2002 à Montevideo en Uruguay, est un footballeur uruguayen qui évolue au poste de milieu central au Montevideo Wanderers.

## Biographie

### En club
Né à Montevideo en Uruguay, Guillermo Wagner est formé par l'un des clubs de la capitale uruguayenne, le Montevideo Wanderers. Il joue son premier match en professionnel le 21 février 2021, lors d'un match de première division uruguayenne contre le CA Peñarol. Il entre en jeu à la place de César Araújo et son équipe s'incline par un but à zéro,.

### En sélection
Guillermo Wagner représente notamment l'équipe d'Uruguay des moins de 17 ans de 2018 à 2019. Il participe notamment avec cette sélection au Championnat de la CONMEBOL des moins de 17 ans en 2019, faisant deux apparitions, contre l'Argentine (victoire 3-0) et le Pérou (défaite 3-2).